# 2,2',4'-三氯苯乙酮
2,2',4'-三氯苯乙酮是一种低熔点的有机化合物，有强烈的糜烂性与刺激性。

## 物理性质
2,2',4'-三氯苯乙酮为淡黄色结晶。